# Landheremietkreeften
Coenobitidae is een familie van kreeftachtigen uit de klasse van de Malacostraca (hogere kreeftachtigen).

## Kenmerken
Deze op het land levende heremietkreeften dragen meestal een huisje mee.

## Geslachten
- Birgus Leach, 1816
- Coenobita Latreille, 1829